# Мусорный таксон

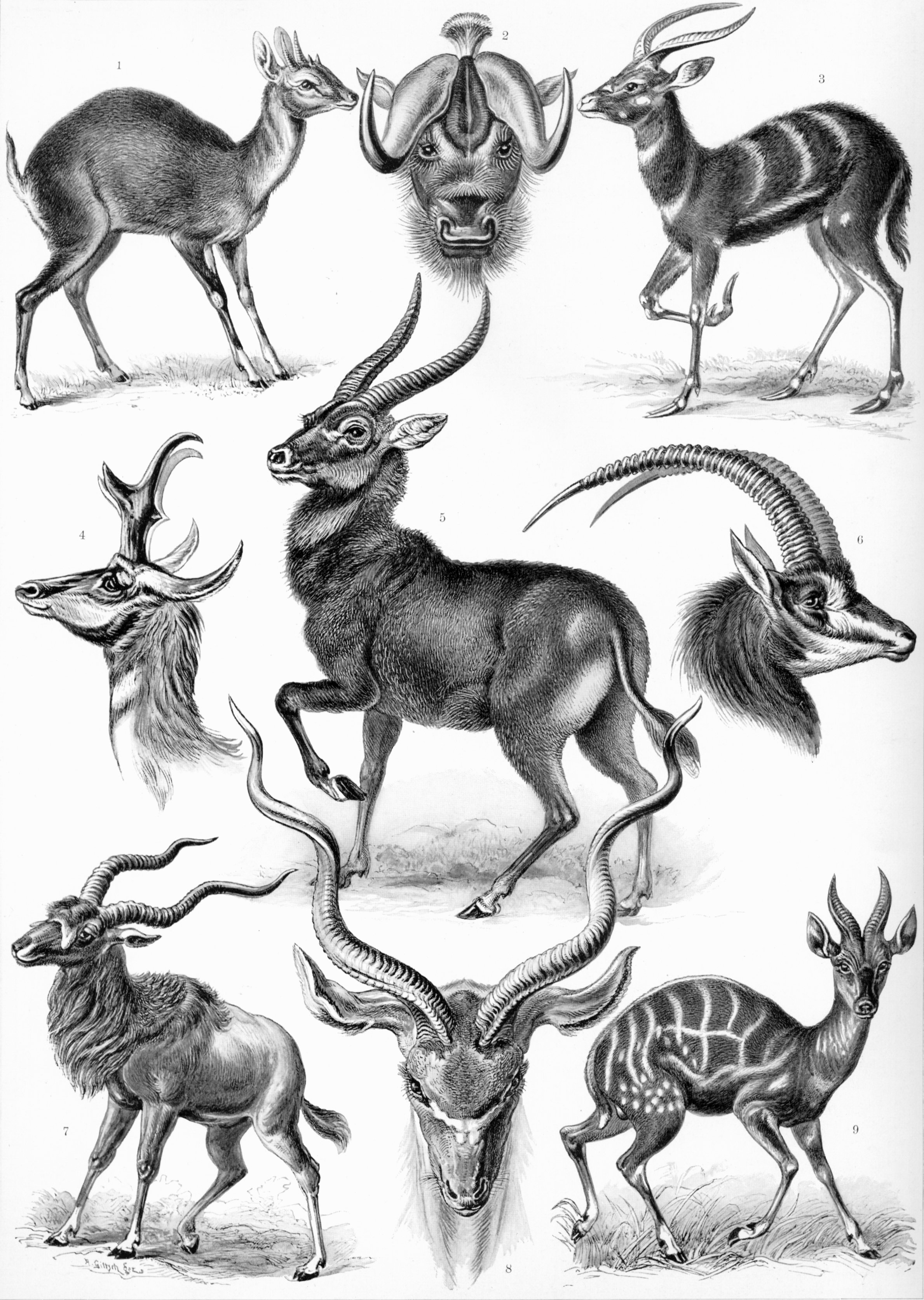
Антилопы: 1. Четырёхрогая антилопа 2. Белохвостый гну 3. Ситатунга 4. Вилорог 5. Водяной козел 6. Черная антилопа 7. Аддакс 8. Большой куду 9. Бушбок.

Мусорный таксон — термин, используемый в таксономии для обозначения таксона, который выделен для помещения туда организмов, которые не подходят в остальные смежные группы (того же ранга). Обычно, мусорный таксон определяется непринадлежностью к другим таксонам или отсутствием одного или нескольких признаков. Мусорные таксоны, по определению, парафилетичны или полифилетичны, и потому не признаются современными правилами таксономии.
Известный пример такой категории — беспозвоночные, объединяющая всех животных без позвоночника. Другие примеры мусорных таксонов: протисты, текодонты. Иногда во время таксономических ревизий мусорные таксоны перерабатываются с установлением более узких ограничений на состав групп. Подобный подход «спас» карнозавров и мегалозавра. В других случаях название таксона выходит из употребления полностью, например, род Simia.
С концепцией мусорного таксона связана концепция жизненной формы — группы, которые объединены сходным образом жизни, часто являясь генералистами, обретающими в общем сходные формы тела в результате конвергентной эволюции. Эдиакарская биота в настоящее время может быть разбита только в такого рода таксоны. Другой пример — морские птицы.